# Pierreville (Manche)
Pierreville település Franciaországban, Manche megyében. Lakosainak száma 759 fő (2022. január 1.). Pierreville Le Rozel, Saint-Germain-le-Gaillard, Surtainville és Bricquebec-en-Cotentin községekkel határos.

## Népesség
A település népességének változása:
| Lakosok száma | 531  | 460  | 550  | 635  | 750  | 735  | 735  | 739  | 746  | 759  |
|               | 1968 | 1982 | 1990 | 2006 | 2013 | 2015 | 2017 | 2019 | 2020 | 2022 |